# Vũ Ngọc Hoàng
Vũ Ngọc Hoàng (sinh năm 1953) là chính trị gia người Việt Nam. Ông nguyên là Ủy viên Ban Chấp hành Trung ương Đảng Cộng sản Việt Nam khóa X, XI, Phó Trưởng ban Thường trực Ban Tuyên giáo Trung ương, Bí thư Tỉnh ủy Quảng Nam.

## Tiểu sử
Vũ Ngọc Hoàng sinh ngày 30 tháng 11 năm 1953, quê quán tại xã Tam Xuân, huyện Núi Thành, tỉnh Quảng Nam.
Vũ Ngọc Hoàng có học vị Tiến sĩ.
Từ tháng 8 năm 2001 đến tháng 2 năm 2008, Vũ Ngọc Hoàng giữ chức vụ Bí thư Tỉnh ủy Quảng Nam.
Tháng 2 năm 2011, Vũ Ngọc Hoàng là Phó trưởng ban thường trực Ban Tuyên giáo Trung ương Đảng Cộng sản Việt Nam.
Cuối năm 2016, ông nghỉ hưu. Sau khi nghỉ hưu, tháng 8 năm 2019, ông giữ chức vụ Phó Chủ tịch Hiệp hội đại học, cao đẳng Việt Nam.
Ông kết hôn với bà Nguyễn Thị Ánh.
Tháng 5 năm 2019, hai vợ chồng ông dính líu tới vụ hai lô đất rộng 1261m² (lô A51 và A52) chuyển nhượng trái pháp luật không qua đấu giá tại khu phố mới Tân Thạnh, TP Tam Kỳ, tỉnh Quảng Nam.

## Tác phẩm

### Báo chí
1. Vũ Ngọc Hoàng, "Lợi ích nhóm" và "Chủ nghĩa tư bản thân hữu" - cảnh báo nguy cơ, Tạp chí Cộng sản, 2.6.2015[8]
2. Vũ Ngọc Hoàng, "Tự do và chủ nghĩa xã hội", Báo Thanh niên, 18/01/2016[9]

## Trích dẫn
Trong bài báo "Tự do và chủ nghĩa xã hội" đăng trên Báo Thanh niên ngày 18/01/2016 ông Vũ Ngọc Hoàng viết:
| “ | Chủ nghĩa xã hội phải tự do hơn chủ nghĩa tư bản. Khi nào đạt được mức độ tự do cao hơn tự do của xã hội tư bản phát triển thì khi ấy mới có thể có chủ nghĩa xã hội hiện thực. Việt Nam ta tuy đã định hướng tiến lên chủ nghĩa xã hội nhưng vẫn còn đang chịu ảnh hưởng nặng nề tư tưởng phong kiến trong vấn đề tự do. Phải ra sức khắc phục hạn chế này mới đúng là theo định hướng xã hội chủ nghĩa. Còn làm ngược lại, hạn chế tự do, thì đó không phải là con đường tiến lên chủ nghĩa xã hội, mà ngược lại, đó là con đường rời bỏ mục tiêu lý tưởng về chủ nghĩa xã hội. Đã có những quan niệm rất sai lầm và lạc hậu khi cho rằng tự do là kiểu tư bản phương Tây, còn chủ nghĩa xã hội thì hiểu như "trại lính". Nếu chủ nghĩa xã hội mà vậy thì chẳng ai yêu thích và họ sẽ từ bỏ nó. Cuộc đấu tranh đòi quyền tự do không khi nào lạc hậu, không bao giờ là không cần thiết, luôn là vấn đề của thời đại, cũng là vấn đề thời sự, đáng quan tâm hàng đầu, vì nó hợp quy luật, hợp lòng người, hợp tâm lý, được nhân dân đồng tình ủng hộ. Với lẽ ấy, tự do – bản thân nó – đã là tất yếu. Tự do là tất yếu. Trong tuyên ngôn của mình, Karl Marx đã khẳng định mục đích của xã hội tương lai (chủ nghĩa xã hội) là giải phóng con người, đem lại tự do cho con người, tự do cho mỗi người là điều kiện để có tự do cho mọi người, để con người được phát triển toàn diện. Tự do và sự phát triển của con người, từng con người, và cả cộng đồng, đó là giá trị nhân văn quan trọng bậc nhất trong tư tưởng của ông. Rất tiếc là các nước xã hội chủ nghĩa ít nói đến quan điểm này, trong khi các nước tư bản chủ nghĩa phát triển thì quan tâm và giải quyết tốt hơn. Tự do là vấn đề bản chất của chủ nghĩa xã hội, cũng là đặc trưng quan trọng nhất của chủ nghĩa xã hội. | ” |